# Monika-Maria Dotzer
Monika-Maria Dotzer (* 1. Februar 1940 in Stolp, Provinz Pommern) ist eine deutsche bildende Künstlerin; sie lebt  in Kronshagen, Holstein. Sie hat Interesse für Malerei, Bildhauerei, Installationen, Kleinplastik, Radierung, aber auch für Performance. Dementsprechend vielfältig ist ihr künstlerisches Werk, das sie seit 1989 freischaffend realisierte.

## Werdegang
An der Muthesius Kunsthochschule in Kiel studierte Dotzer 1973 als Gasthörerin bei Horst Skodlerrak und bekam Privatunterricht von Werner Rieger, einem Kieler Maler. Die Internationale Sommerakademie für Bildende Kunst Salzburg bot Droste fünfmal Anregungen, so von den Bildhauern Jim Dine  und Janez Lenassi sowie dem Fluxuskünstler Geoffrey Hendricks.
An der Bundesakademie für kulturelle Bildung Wolfenbüttel lernte sie von Rolf Thiele.
Dotzer beteiligte sich auch an Sommer-Akademien bei Pentiment, wo sie Impulse von Eun Nim Ro aufnahm. Die gebürtige Südkoreanerin hatte 1990 die Professur für Gestaltung an der Hochschule für Angewandte Wissenschaften Hamburg angenommen.
Ihre Zeit als freischaffende Künstlerin begann Dotzer 1989. So breitgefächert sie ihre Ausbildung angesetzt hatte, so abwechslungsreich vielfältig erscheint ihr Werk. Die Malerin fertigte Blumen- und Landschaftsbilder, aber auch abstrakte Muster. Für ihre Kompositionen aus Farbhautfragmenten verwendete sie „Palettendreck“: das sind auf dem Mischbrett eingetrocknete Flecken von Ölfarben. Ihre feinen Aquarelle wechseln mit (Reise-)Skizzen: Studien mit Bleistift und Tusche. Wie ein Alleinstellungsmerkmal handhabt sie Metalldraht, den sie in grafischer Manier zurechtbiegt. Dotzer versteht diese Kunstform als „Zeichnen mit Draht“. Aus ungesponnener Wolle erschuf sie figurale Montagen, eine bunte Mäuseschar in senkrechter Vitrine. Die Freude am Experimentellen ist ihrem Œuvre anzusehen.

### Einzelausstellungen (Auswahl)
- 2021: Heikendorf, Künstlermuseum: Aus dem Rahmen.
- Diese aktuelle Ausstellung ist verlängert bis 30. Mai 2021.[2]
- 2016: 	Kiel, Hermann Ehlers Akademie
- 2016:	Kiel, Bunker D: Dazwischen. 14. April bis 11. Mai.
- 2015:	Lübeck, Rathaus
- 2005:	Molfsee, Freilichtmuseum
- 1999:	Lübeck, GEDOK-Haus
- 1992:	Kronshagen, Rathaus

### Beiträge (Auswahl)
- 2021: Plön, Kulturforum Schwimmhalle Schloss Plön: Tiefenrausch.  1.–30. Mai 2021.[3]
- 2020:	Laboe, Freya-Frahm-Haus
- 2020:	Eckernförde, Galerie CARLS ART
- 2019:	Neumünster, Museum Tuch und Technik
- 2019:	Neumünster, Herbert Gerisch-Stiftung: Kunst aus dem Koffer.
- 2016:	Eckernförde, Museum Eckernförde
- 2007:	Hannover, Kubus
- 2005:	Kiel, Landeshaus
- 2000:	Hallein, Galerie Alcatraz
- 2000:	Lübeck, GEDOK Atelierhaus
- 1992:	Salzburg, Festung